# Africando
Africando es una orquesta de salsa creada como proyecto musical en 1989 y conformada por algunos músicos tradicionales neoyorquinos y puertorriqueños del género junto a vocalistas y músicos de Senegal. Con el transcurrir del tiempo, músicos y cantantes de otros países africanos se han unido a la banda, conformando el "Africando All Stars".

## Historia
La música tropical caribeña es un género muy popular en África central y occidental, desde las décadas de 1940 y 1950. El objetivo de Africando fue fusionar los ritmos de salsa de ambos extremos del océano Atlántico, principalmente sobre la base de tradición africana de la salsa.
Africando fue iniciado por Ibrahim Sylla, productor de Costa de Marfil y el arreglista de Fania All Stars, Boncana Maiga. Algunos de los músicos inicialmente pertenecientes a Africando fueron: Ronnie Baro (de la Orquesta Broadway), Pape Seck (exmiembro de la Star Band), Nicholas Menheim (asociado a Youssou N'Dour) y Medoune Diallo (anteriormente miembro de Orchestre Baobab). 
Los dos primeros álbumes fueron un gran éxito tanto en África como en el resto del mundo. El cantante Pape Seck murió en 1995 y fue sustituido por Gnonnas Pedro de Benín (quien falleció en agosto de 2005) y Ronnie Baro de la Orquesta Broadway. 
Para el álbum "Mandali", participaron músicos africanos reconocidos, como Tabu Ley Rochereau, Koffi Olomidé, Salif Keita, Sekouba Bambino, Amadou Balaké y Thione Seck. Esta nueva constelación de estrellas llevó al surgimiento de la nueva denominación de la banda: Africando All Stars. Si bien, en un principio las canciones grabadas son clásicas de América Latina cantadas en lengua wolof o una mezcla de español y wolof, las más recientes canciones son clásicos de la música popular de África, reelaboradas con ritmos latinos y la instrumentación tradicional de la salsa afrolatina. Con ambos métodos, Africando ha sido igualmente exitosa. 
Para el álbum Martina (2003) el nombre del grupo volvió a ser Africando. En este álbum se rinde homenaje a las madres, hermanas, esposas y novias. Entre los cantantes, se incluyen Ismaël Lô de Senegal, y Nyboma y King Kester Emeneya, quienes grabaron el tema de Papa Wemba "La Référence". 
La última grabación de Gnonnas Pedro fue en el disco Ketukuba (2006), habiendo fallecido antes de que el CD fuese lanzado, y la misma suerte la corrió Alfredo Rodríguez quien grabó 3 pistas del álbum. Con el énfasis en los vínculos entre Cuba y África, el latinizado disco Ketukuba incluye una versión de Franco's "Mario", cantado por Madilu System, y Joe King cantando "Nina Nina", que antes se hizo famoso por la Fania All Stars.
- Datos: Q176707